# Zoë Belkin
Zoë Belkin (Toronto, 3 maggio 1993) è un'attrice canadese.
È conosciuta per il ruolo della giornalista Rebecca Harper nella serie televisiva canadese The Latest Buzz.

## Filmografia

### Cinema
- A proposito di Luke (The Story of Luke), regia di Alonso Mayo (2012)
- Lo sguardo di Satana - Carrie (Carrie), regia di Kimberly Peirce (2013)
- Sorelle assassine (Perfect Sisters), regia di Stanley M. Brooks (2014)
- Darken, regia di Audrey Cummings (2017)
- Isabelle - L'ultima evocazione (Isabelle), regia di Robert Heydon (2018)
- Endless, regia di Scott Speer (2020)
- Ice Road Killer, regia di Max McGuire (2022)

### Televisione
- The Latest Buzz – serie TV, 68 episodi (2007-2010)
- Flashpoint – serie TV, episodio 2x11 (2009)
- Aaron Stone –  serie TV, episodio 2 episodi (2010)
- Rookie Blue – serie TV, episodio 1x08 (2010)
- I signori della fuga (Breakout Kings) – serie TV, 2 episodi (2011)
- Degrassi:The Next Generation – serie TV, 2 episodi (2011)
- Kiss e Cry, regia di Sean Cisterna (2016) – film TV
- Ransom – serie TV, episodio 3x03 (2019)

## Doppiatrici italiane
- Francesca Manicone in The Latest Buzz
- Joy Saltarelli in Lo sguardo di Satana - Carrie